# 11β-Hidroksiandrostendion
11β-Hidroksiandrostendion (11β-OHA4), takođe poznat kao 11β-hidroksiandrost-4-en-3,17-dion, endogeni je prirodni steroid i androgeni prohormon koji se prvenstveno proizvodi, ako ne i ekskluzivno, u adrenalnoj žlezdi. On je blisko srodan sa adrenosteronom (11-ketoandrostendion; 11-KA4), 11-ketotestosteronom (11-KT), i 11-ketodihidrotestosteronom (11-KDHT), koji se isto tako proizvode u adrenalnim žlezdama.